# Geurt Brinkgreve
Geurt Brinkgreve (Utrecht, 9 december 1917 – Amsterdam, 23 maart 2005) was een Nederlandse beeldhouwer, medailleur, gemeenteraadslid en publicist.

## Achtergrond
Zijn grootvader Martinus Brinkgreve was journalist en redacteur van het Utrechts Nieuwsblad. Zijn vader Marius Brinkgreve was directeur van de medaille-afdeling van Begeers Zilverfabriek te Voorschoten. Moeder was Antoinette Bosman. Tante Willy Brinkgreve was arts, maar schreef ook twee kinderboeken. Hijzelf huwde met Sjuwke Kunst (1922-2021). Van hun vier kinderen werd dochter Christien Brinkgreve (1949) hoogleraar sociologie.

## Leven en werk
Brinkgreve studeerde van 1933 tot 1937 beeldhouwkunst bij onder anderen Bon Ingen-Housz aan de Koninklijke Academie van Beeldende Kunsten in Den Haag. In 1937 volgde zijn opleiding tot medailleur bij Eduard Telcs in Boedapest. Brinkgreve verbleef van 1940 tot 1941 in Rome, waar hij kennismaakte met de klassieke beeldhouwkunst en woonde van 1942 tot 1943 in Driebergen-Rijsenburg. Hij vestigde zich in 1943 als beeldhouwer in Amsterdam, waar hij later ook gemeenteraadslid werd voor de KVP.

### Monumentenzorg

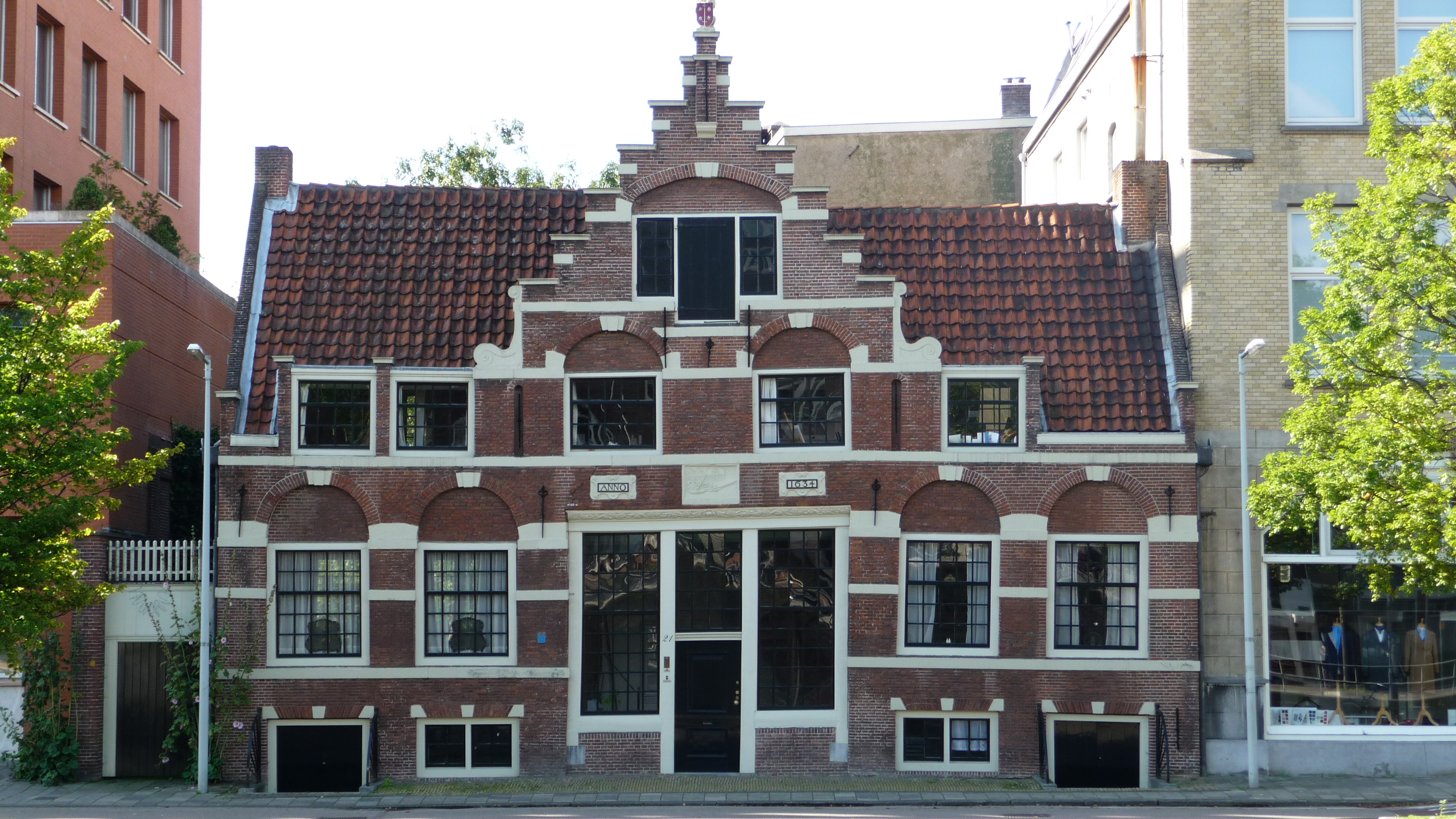
De VVAB houdt nog steeds kantoor in het Aalsmeerder Veerhuis uit 1634 aan de Sloterkade, het vroegere woonhuis van Brinkgreve.

Brinkgreve is vooral bekend geworden als monumentenbeschermer en publicist. Hij heeft vele jaren geijverd voor het behoud en herstel van (panden in) de historische binnenstad van Amsterdam. Mede door hem is er een kentering tot stand gekomen in het denken over behoud van de binnenstad, tegen de trend tot sloop en grootschalige nieuwbouw in. Bij het behoud van het Huis De Pinto en behoud van de oude stratenstructuur in de Nieuwmarktbuurt heeft hij een prominente rol gespeeld.
Hij was van 1958 tot 1970 bestuurslid van de Bond Heemschut en voorzitter van Arti et Amicitiae. Hij was eveneens adviseur van de Rijksdienst voor de Monumentenzorg. Geurt Brinkgreve was in 1975 ook oprichter van de Vereniging Vrienden van de Amsterdamse Binnenstad (VVAB), die sindsdien opkomt voor het behoud van het historische karakter van de binnenstad. Deze vereniging houdt nog steeds kantoor in het Aalsmeerder Veerhuis, het vroegere woonhuis van Brinkgreve. Hij kreeg in 1982 de zilveren erepenning van de Gemeente Amsterdam, in 1988 de Zilveren Anjer van het Prins Bernhard Cultuurfonds vanwege zijn werk voor monumentenzorg en in 2001 de Europa Nostra Medal of Honour.
De kunstenaar, die in 2005 in gebouw Arti et Amicitiae overleed, werd begraven op Zorgvlied aan de Amsteldijk in Amsterdam. Door de kunstenaar Hans 't Mannetje werd in 1982 de gevelsteen Restauro gemaakt, die werd aangebracht aan het Geurt Brinkgrevehuis aan de Amsterdamse Oudezijds Achterburgwal. In 2009 werd de uitbreiding van Arti et Amicitiae aan het Rokin 114 naar hem de Geurt Brinkgreve Vleugel gedoopt. in 2017 vernoemde Amsterdam een brug naar hem.

## Enkele werken
- een reliëf voor het graf van zijn tante Willy, en gedenkpenningen voor zijn vader, moeder, dochters
- Sint Franciscus met de wolf Gubbio - reliëf (1946), Haarlemmerstraat in Leiden
- Verzetsmonument (1947), Snipstraat in Badhoevedorp
- Vrouwe Justitia (1949), Zaanweg/Stationsstraat in Wormerveer
- Herdenkingsmonument (1949), Wilhelminapark in Zoetermeer - ontwerp J.P.T. Bijhouwer, beeldhouwwerk Geurt Brinkgreve
- Beeldhouwwerk voor het SS Rotterdam (1959)
- Charles Stulemeijer (1962), Stulemeijerbrug in Breda
- Mozaïek van mijn leven. Herinneringen 1917-2005, Het Spinhuis, Apeldoorn-Antwerpen, 2006.

## Fotogalerij

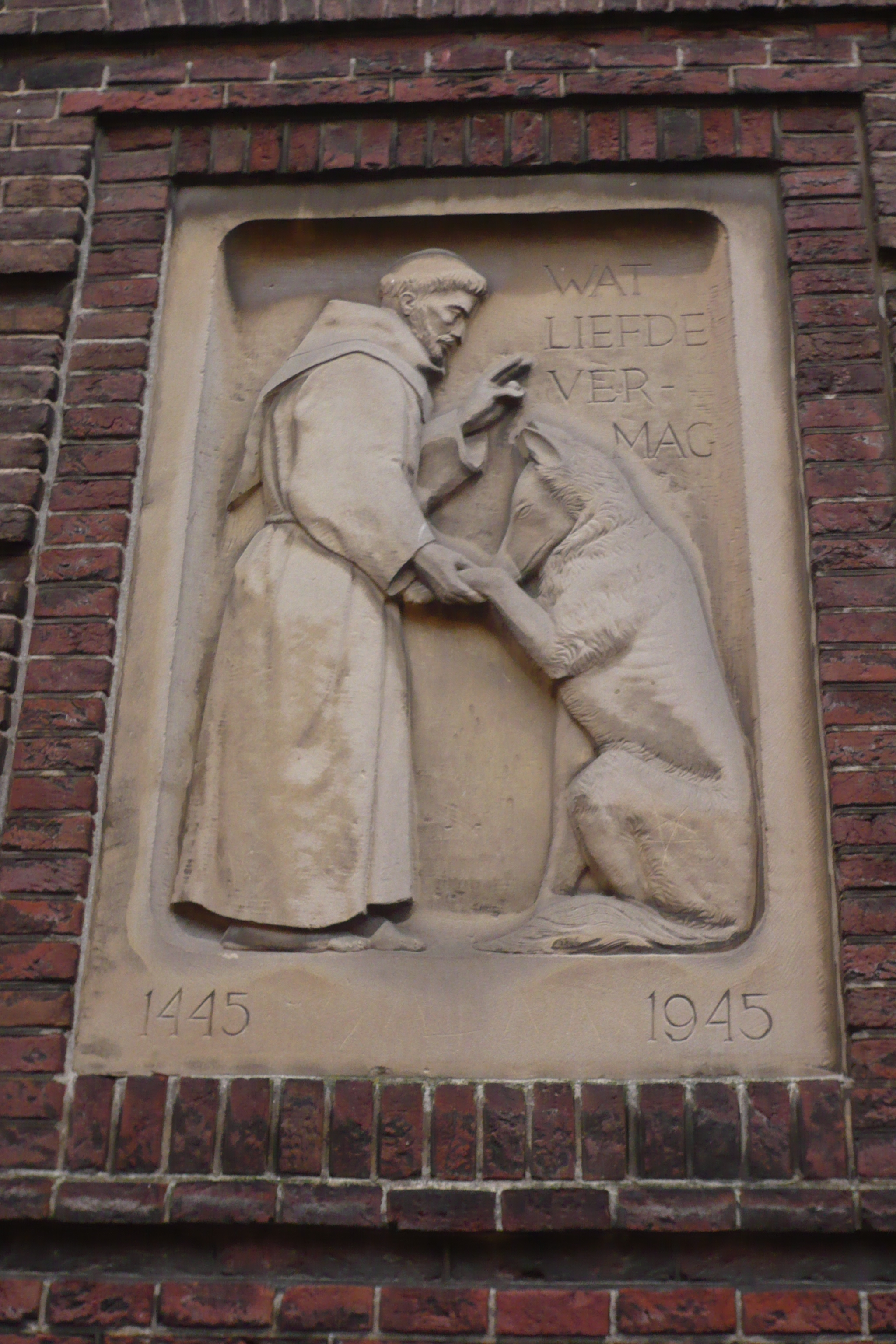
Wat liefde vermag (Leiden) St. Franciscus bekeert de wolf
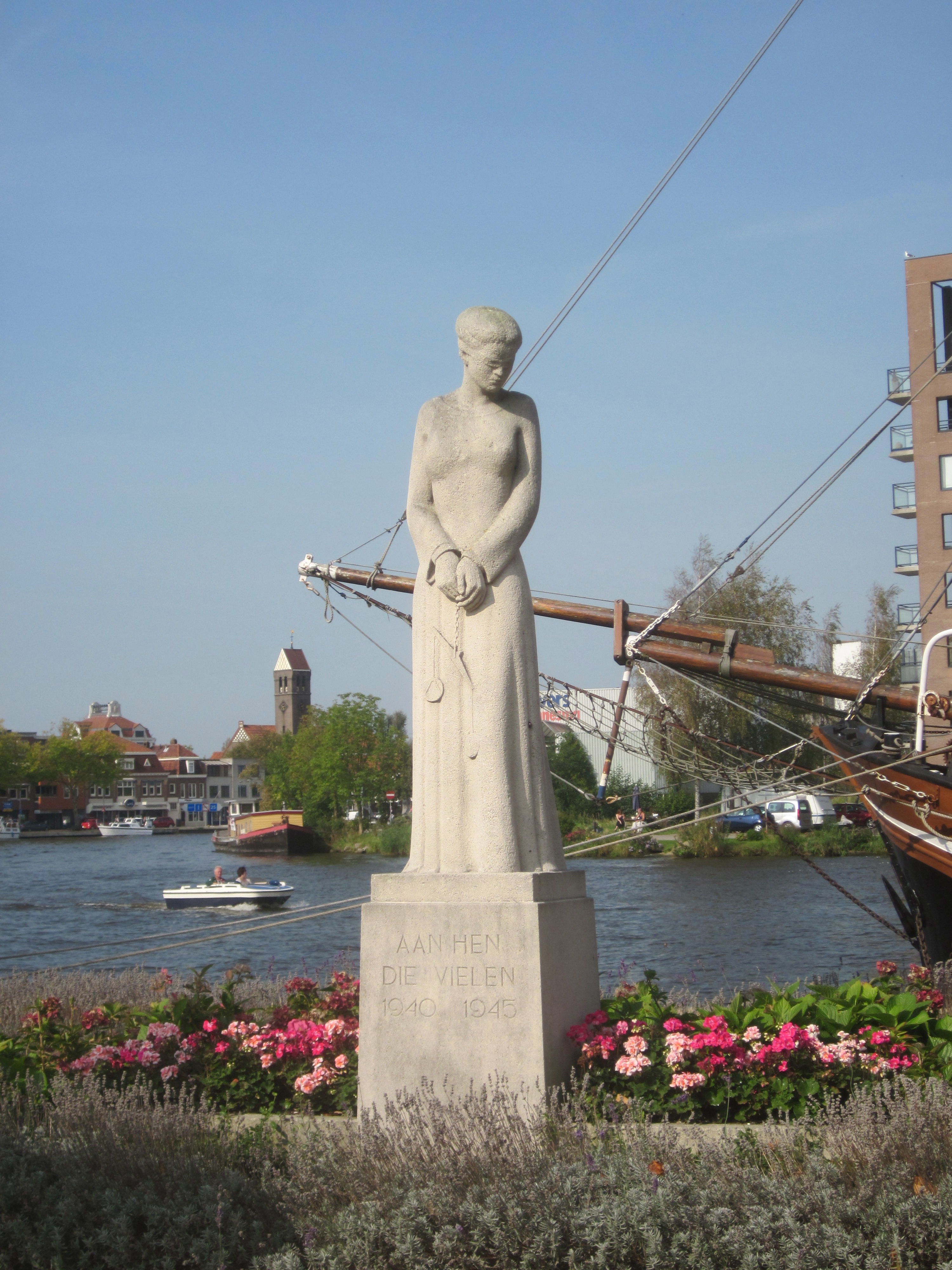
Herdenkingsmonument Wormerveer
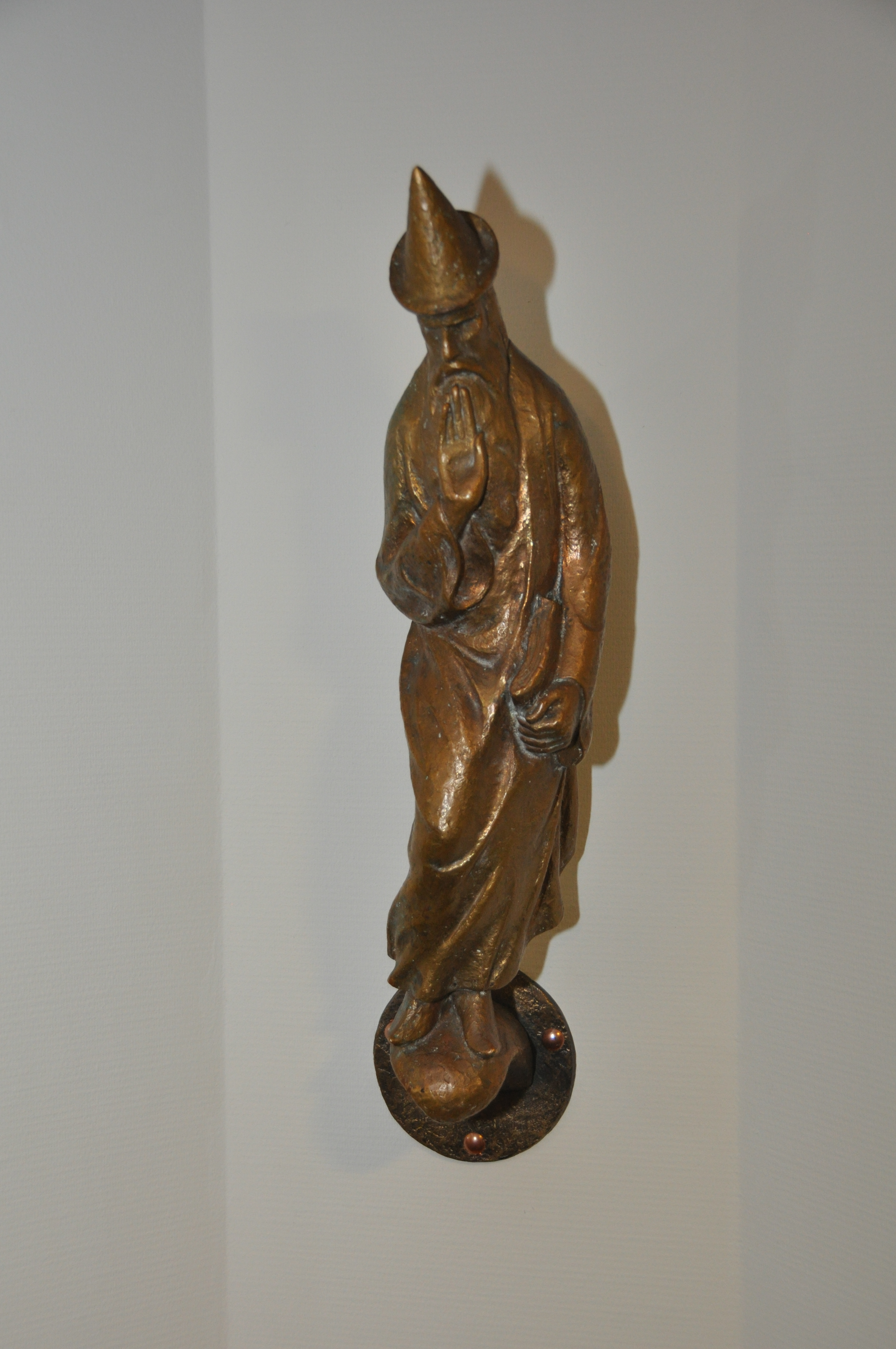
Sculptuur "SS Rotterdam"
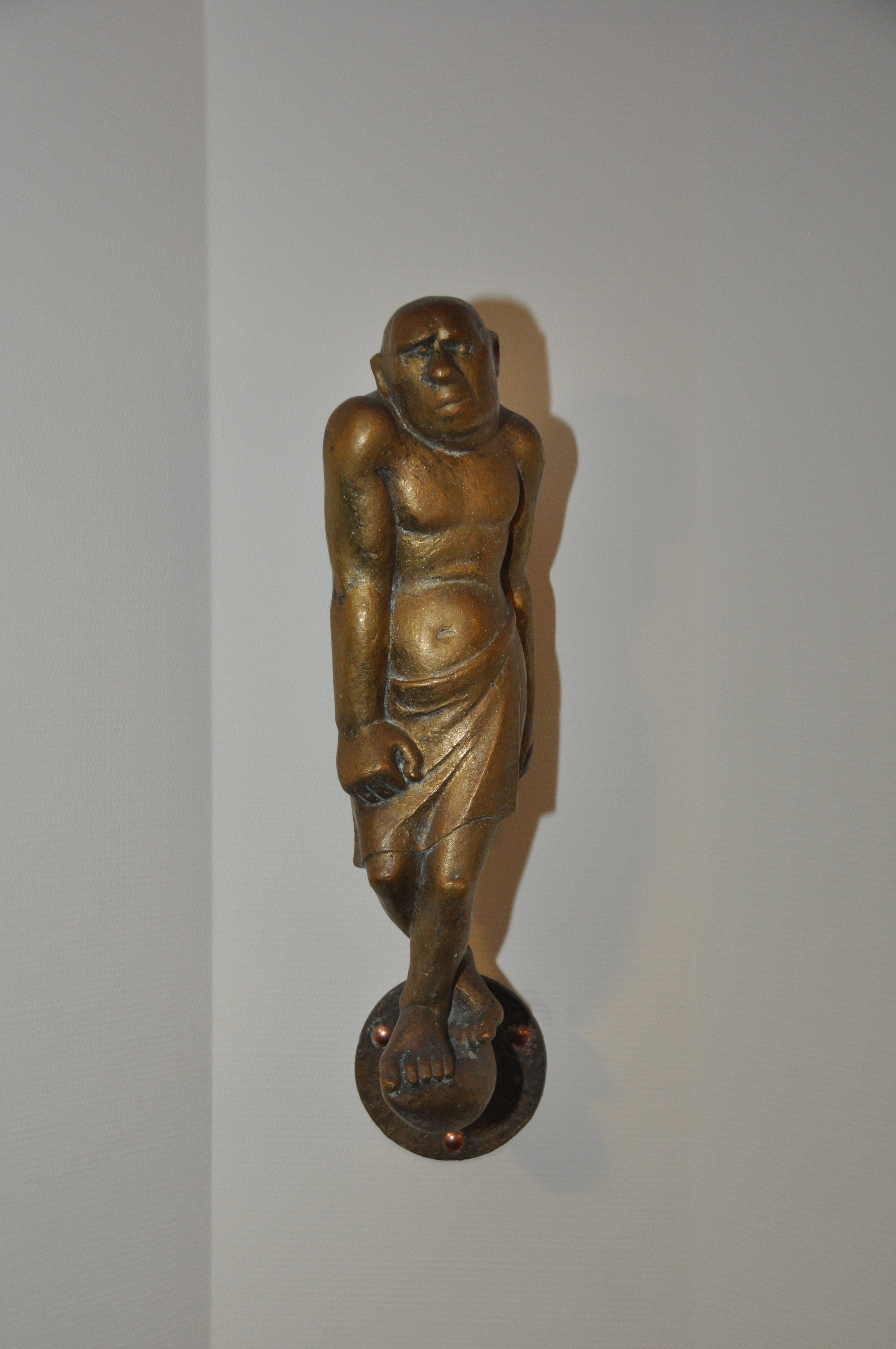
Sculptuur "SS Rotterdam"
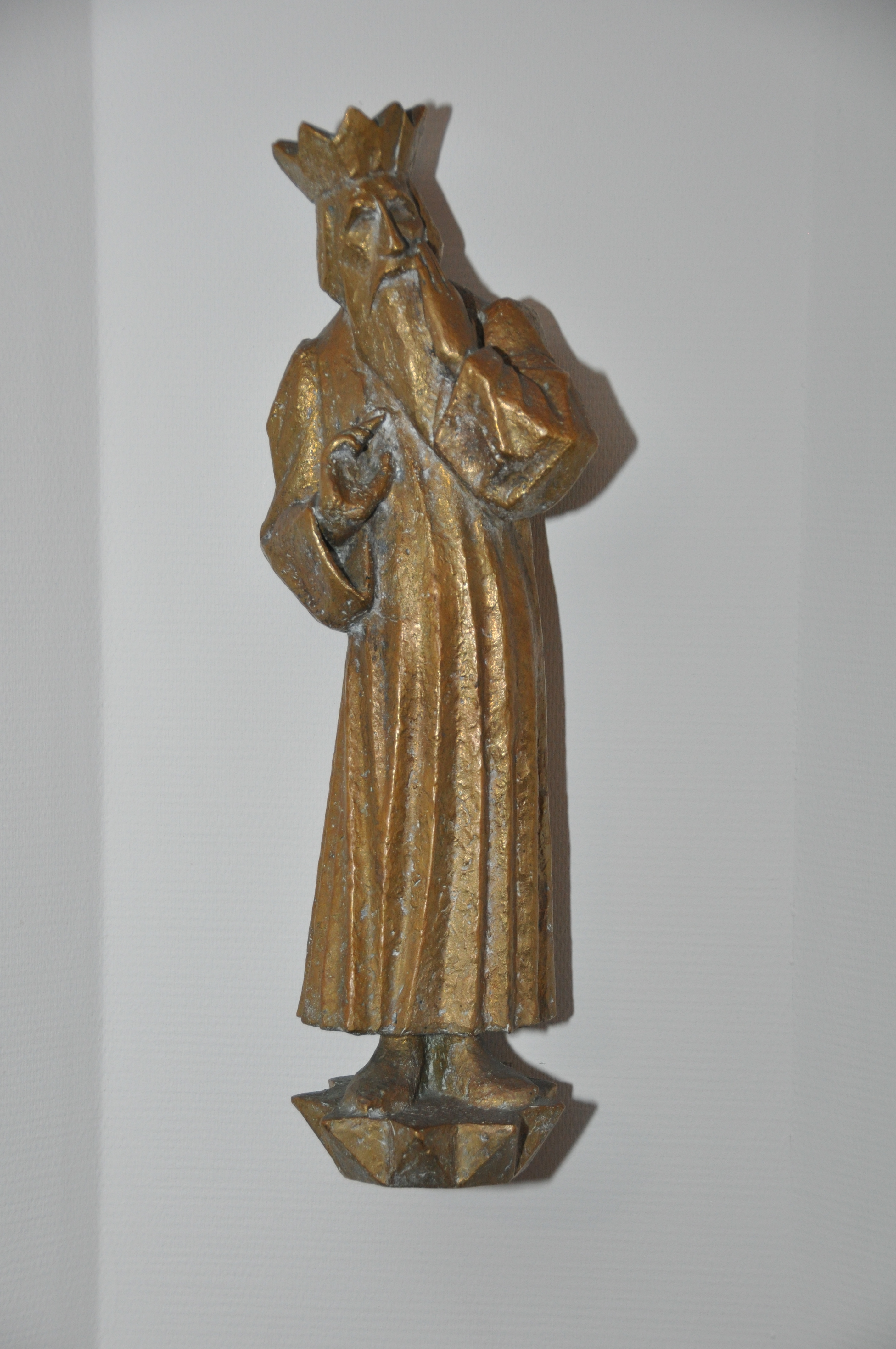
Sculptuur "SS Rotterdam"
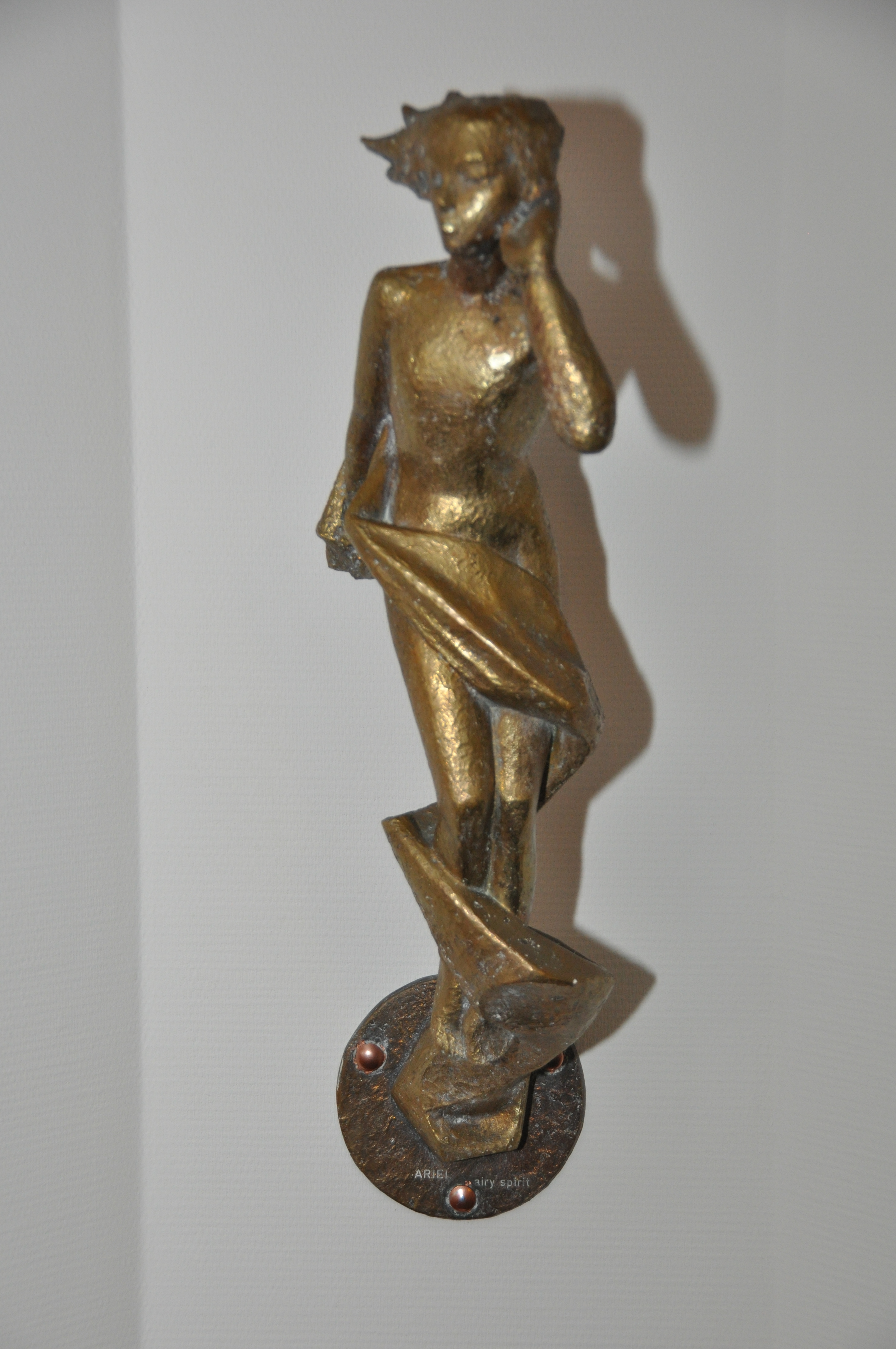
Sculptuur "SS Rotterdam"